# Hapalogenys merguiensis
Hapalogenys merguiensis is een straalvinnige vissensoort uit de familie van grombaarzen (Hapalogenyidae). De wetenschappelijke naam van de soort is voor het eerst geldig gepubliceerd in 2000 door Iwatsuki, Satapoomin & Amaoka.